# Orquestra Filharmònica de Dresden
LOrquestra Filharmònica de Dresden (en alemany: Dresdner Philharmonie) és una orquestra finançada per la ciutat alemanya de Dresden. Va ser fundada el 1870 amb motiu de la inauguració d'una de les sales de concerts de la capital saxona i va rebre el seu nom actual el 1915. Actualment està formada per 115 músics, el director principal és Rafael Frühbeck de Burgos i té la seu al palau de la cultura de Dresden, un edifici construït el 1969 per les autoritats de la RDA.

## Directores principals
- Rafael Frühbeck de Burgos (2004–)
- Marek Janowski (2001–2004)
- Michel Plasson (1994–2001)
- Jörg-Peter Weigle (1986–1994)
- Herbert Kegel (1977–1985)
- Günther Herbig (1972–1976)
- Kurt Masur (1967–1972)
- Horst Förster (1964–1967)
- Heinz Bongartz (1947–1964)
- Gerhart Wiesenhütter (1945–1946)
- Carl Schuricht (1942–1944)
- Paul van Kempen (1934–1942)
- Werner Ladwig (1932–1934)
- Paul Scheinpflug (1929–1932)
- Eduard Mörike (1924–1929)
- Joseph Gustav Mraczek (1923–1924)
- Edwin Lindner (1915–1923)
- Willy Olsen (1903–1915)
- August Trenkler (1890–1903)
- Ernst Stahl (1886–1890)
- Michael Zimmermann (1885–1886)
- Hermann Mannsfeldt (1870–1885)